# 777
777是776與778之間的自然數。

## 在數學中
- 合數，正因數有1、3、7、21、37、111、259和777。
質因數分解為{\displaystyle 3\times 7\times 37}。
- 虧數，真因數和為439，虧度為338。
- 不尋常數，大於平方根的質因數為37。
- 無平方數因數的數。
- 楔形數。
- 十进制的哈沙德數。
- 十进制的奢侈數。

## 在文化上
- 777是很多角子機的Jackpot中獎組合。
- 台灣網路文化用語，意同中國大陆之666，表示讚揚「某一操作或某一動作十分熟練、順暢」，「一個人在某一事件中表現得極為出彩」等意思。[1]

## 在電腦領域中
- UNIX檔案系統使用777表示檔案可被所有人存取（見chmod）。

## 在其它領域中
- 777年
- 波音777客機
- NGC 777，三角座的一個星系
- 777大廈，是一座位於美國加利福尼亞州洛杉磯的52層摩天大樓
- 林鄭月娥在2017年香港特別行政區行政長官選舉中被選舉委員會以777選委票當選第5屆香港特別行政區行政長官，因此「777」在香港亦為部分香港非建制派稱呼林鄭月娥的綽號，但不被林鄭月娥承認。[2]